# Röttger Ganslandt

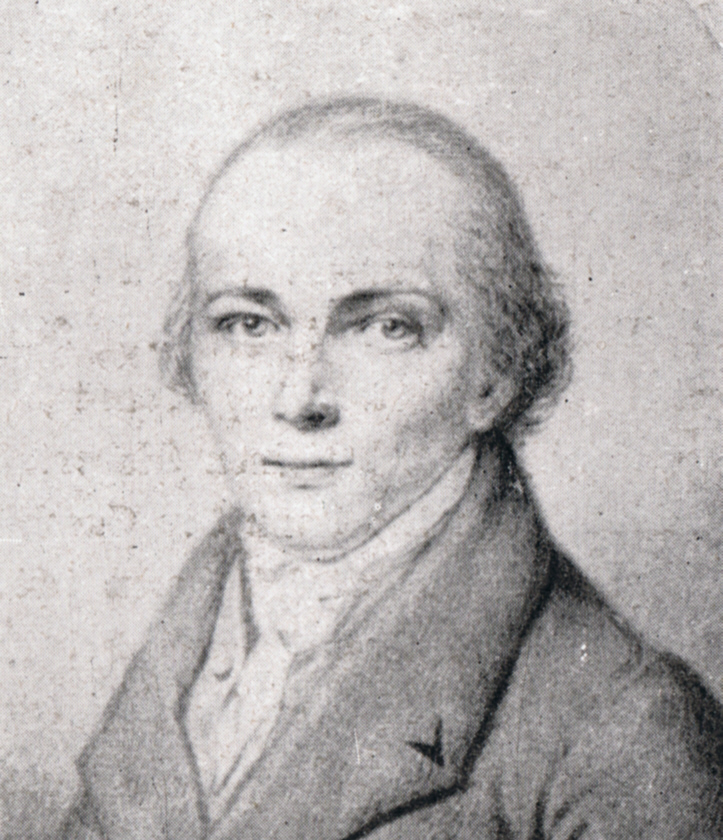
Röttger Ganslandt

Ganslandts Sommerhaus vor dem Burgtor

Röttger Ganslandt (* 26. Dezember 1772 in Lübeck; † 11. April 1834 ebenda) war ein Lübecker Ratsherr.

## Leben
Röttger Ganslandt war ein Sohn des gleichnamigen Kaufmanns Röttger Ganslandt (* 1740 in Lübeck; † 1786 in Frankfurt am Main auf einer Besuchsreise) und dessen Frau Jeanne, geb. Souchay (1746–1818), einer Schwester Marc André Souchays.
Der Kaufmann Ganslandt wurde 1815 als erster Angehöriger der Reformierten Gemeinde in den Lübecker Rat, der bis dahin ausschließlich lutherisch besetzt war, gewählt. Er hatte bereits während der Lübecker Franzosenzeit seit 1813 dem Munizipalrat angehört. Er machte sich besonders um die Förderung des Lübecker Musikwesens verdient und leitete selber von 1832 bis zu seinem Tod als Nachfolger von Johann Wilhelm Cornelius von Königslöw die städtischen Liebhaberkonzerte. Er war Major der Lübecker Bürgergarde.
Ganslandt hatte am 19. Januar 1800 Johanna Wilhelmina Croll (* 7. Januar 1781; † 14. Februar 1842) geheiratet, mit der er 5 Kinder hatte. Johanna Wilhelmina ist die Schwester der Urgroßmutter Thomas Manns.
Seine Schwester Elisabeth Louise Ganslandt (1778–1841) war die Mutter Emanuel Geibels. Sein Sohn Wilhelm Ganslandt wurde ebenfalls Ratsherr der Stadt, der Sohn Conrad Ganslandt wurde als Kaufmann 1848 Mitglied der Lübecker Bürgerschaft. Seine Tochter Elisabeth Louise Betty (1806–1842) heiratete Marc André Souchay (den Jüngeren) (1796–1868) und war die Mutter von Theodor Souchay.